# Karlheinz Martin
Karlheinz Martin, nato Karl Joseph Gottfried Martin (Friburgo, 6 maggio 1886 – Berlino, 13 gennaio 1948), è stato un regista e sceneggiatore tedesco noto anche come Karl Heinz Martin, abbreviato spesso in K. H. Martin.

## Filmografia

### Regista
- Von morgens bis mitternachts (1920)
- Die Verwandlung (1920)
- Das Haus zum Mond (1921)
- Die Perle des Orients (1921)
- La Paloma. Ein Lied der Kameradschaft, co-regia di Robert Neppach (1934)
- Punks kommt aus Amerika (1935)
- Anschlag auf Schweda (1935)
- Der Abenteurer von Paris
- Sinfonie di cuori (Du bist mein Glück) (1936)
- La canzone del cuore (Die Stimme des Herzens) (1937)
- Millionäre
- Die glücklichste Ehe der Welt
- Konzert in Tirol
- Adresse unbekannt
- Der Hampelmann (1938)
- Sotto la maschera (Verdacht auf Ursula) (1939)

### Sceneggiatore
- Von morgens bis mitternachts, regia di Karlheinz Martin (1920)
- Das Haus zum Mond, regia di Karlheinz Martin  (1921)
- Die Perle des Orients, regia di Karl Heinz Martin (1921)
- Berlin Alexanderplatz (Berlin-Alexanderplatz - Die Geschichte Franz Biberkopfs), regia di Phil Jutzi (1931)
- Anschlag auf Schweda, regia di Karl Heinz Martin (1935)